# Петров, Сергей Демьянович
Сергей Демьянович Петров (25 августа 1925, Кареево, Калужская губерния — 4 октября 1981) — командир отделения 142-го гвардейского стрелкового полка, гвардии старший сержант — на момент представления к награждению орденом Славы 1-й степени.

## Биография
Родился 25 августа 1925 года в деревне Кареево (ныне — Тарусского района Калужской области). Член ВКП/КПСС с 1945 года. Образование неполное среднее. Окончил школу фабрично-заводского обучения в городе Щёкино Тульской области. Работал горнорабочим на шахте.
В сентябре 1943 года призван в Красную Армию и направлен на Юго-Западный фронт разведчиком 48-й отдельной гвардейской разведывательной роты 47-й гвардейской стрелковой дивизии. С октября 1943 года в составе 8-й гвардейской армии участвовал в боях на криворожском направлении и уничтожении никопольско-криворожской группировки противника. В дальнейшем освобождал юг Украины в ходе Березнеговато-Снигирёвской и Одесской операций. Отличился в боях под Одессой и был награждён медалью «За отвагу».
В июне 1944 года 8-я гвардейская армия была переброшена на 1-й Белорусский фронт и участвовала в боях на ковельском направлении, в Люблин-Брестской операции, форсировании Вислы и захвате магнушевского плацдарма.
Разведчик 48-й отдельной гвардейской разведывательной роты гвардии красноармеец Петров с бойцами 12 августа 1944 года, участвуя в ликвидации отдельных групп противника в районе населённого пункта Выгода, рискуя жизнью, скрытно выдвинулся к вражеской позиции, уничтожил пулемётную точку и несколько противников. Был ранен, но остался в строю.
Приказом по 47-й гвардейской стрелковой дивизии от 26 августа 1944 года гвардии красноармеец Петров Сергей Демьянович награждён орденом Славы 3-й степени.
Вновь отличился в ходе Висло-Одерской операции. Будучи автоматчиком 142-го гвардейского стрелкового полка той же дивизии, армии, фронта гвардии старший сержант Петров с бойцами 14-18 января 1945 года в наступательных боях на подступах к городу Нове-Място, действуя впереди наступающих стрелковых подразделений, огнём из автомата истребил восемь вражеских солдат, четверых взял в плен.
Приказом по 8-й гвардейской армии от 17 февраля 1945 года гвардии старший сержант Петров Сергей Демьянович награждён орденом Славы 2-й степени.
После захвата советскими войсками плацдармов на западном берегу реки Одер противники предпринимали отчаянные попытки по возврату утраченных позиций. 23 марта юго-западнее города Киц противник бросил на позицию, занятую отделением Петрова, 12 танков и около 80 солдат и офицеров. Умело маневрируя, отбиваясь огнём и гранатами, наши бойцы уничтожили вражеский танк, три бронетранспортёра, около 35 солдат и удержали рубеж. 27 марта против отделения действовало 20 танков и полторы сотни солдат и офицеров. Враг вынужден был отступить, оставив на поле боя два танка, самоходное орудие, три бронетранспортёра и 40 пехотинцев.
Указом Президиума Верховного Совета СССР от 15 мая 1946 года за мужество, отвагу и героизм, проявленные в борьбе с захватчиками, гвардии старший сержант Петров Сергей Демьянович награждён орденом Славы 1-й степени.
Войну С. Д. Петров закончил участием в Берлинской операции. В 1950 году старшина Петров демобилизован. Жил в городе Алексин Тульской области. Работал слесарем, шофёром, электросварщиком, механиком в сборочном цехе Мышегского арматурного завода. Умер 4 октября 1981 года.
Награждён орденами Славы 1-й, 2-й и 3-й степени, медалями.